# Nabat Aşurbəyova
Nabat Aşurbəyova (aserbaidschanisch Nabat Aşurbəyova Qoca qızı; * 1795 in Baku; † 7. Dezember 1912 ebenda) war eine aserbaidschanische Philanthropin.

## Leben
Nabat Aşurbəyova war die Enkelin von Hacı İmamverdi Bey Aşur Khan  und eine der reichsten Frauen in Aserbaidschan im 19. Jahrhundert. Sie wurde 1795 in Baku geboren. Ölfelder und Wohnhäuser waren die Quelle des großen Reichtums, den sie besaß. Nachdem sie Hacı Musa Rza Rzayev, einen wohlhabenden Kaufmann, geheiratet hatte, wurde Nabat als Philanthropin bekannt. Sie hatten einen Sohn (Hacı Abbasgulu Rzayev) und zwei Töchter (Züleykha und Gülbəste).

## Philanthropische Arbeit

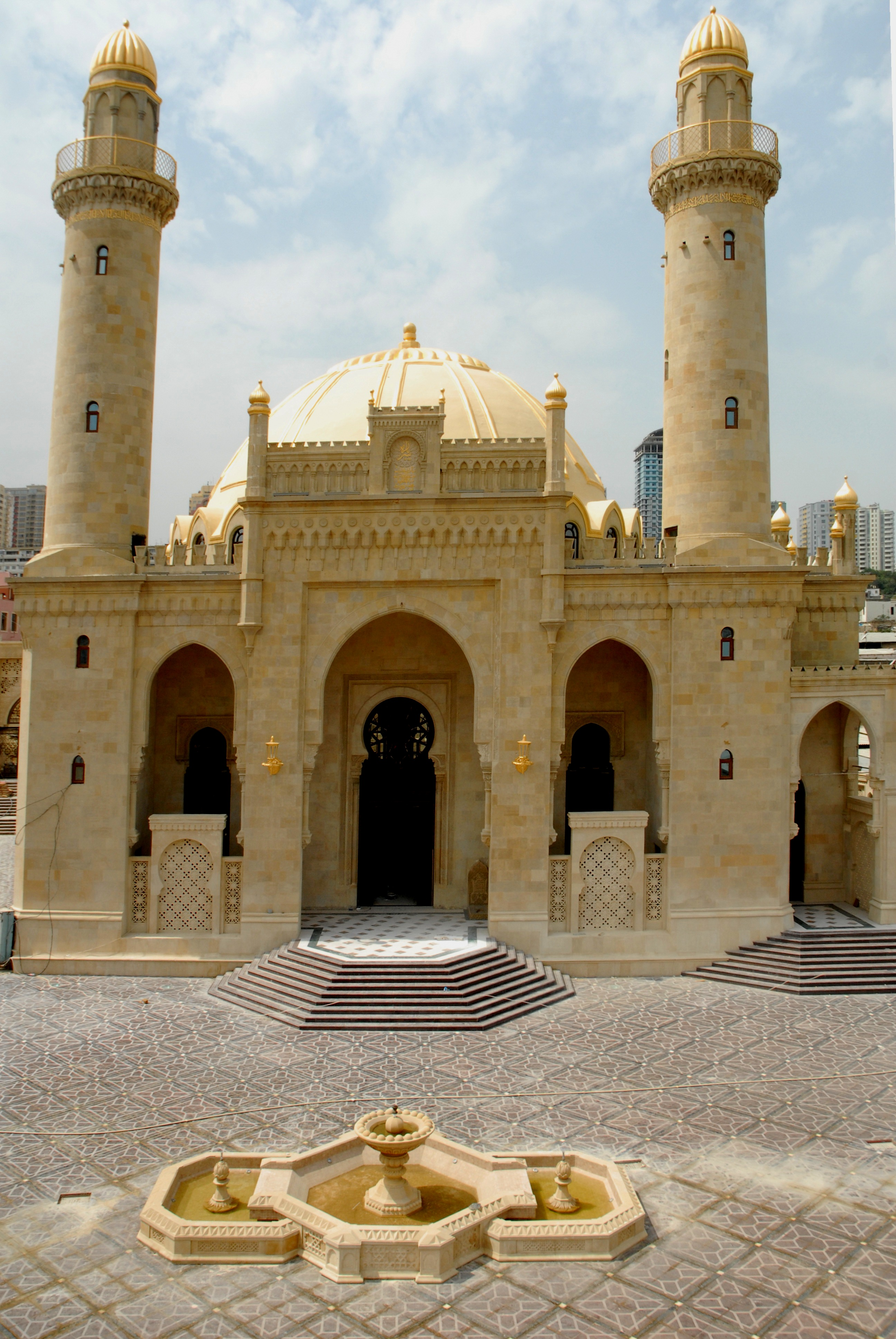
Tezepir-Moschee

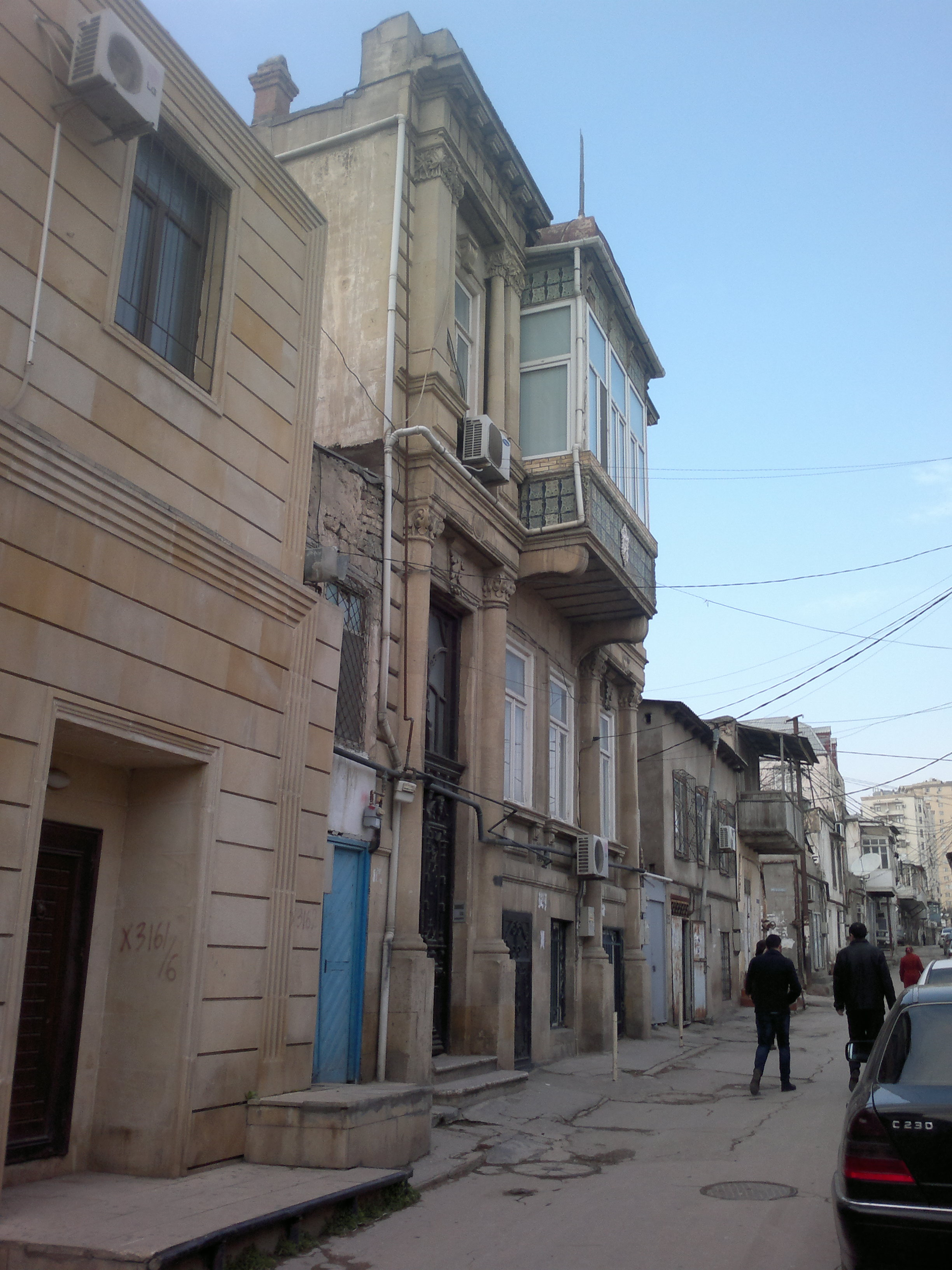
Nabat Aşurbəyova Straße

Vor dem Bau der Tezepir-Moschee schloss sich Aşurbəyova der Initiative von Hacı Zeynəlabdin Tağıyev an und leistete große Beiträge zur Finanzierung des Baus der Schollar-Wasserleitung, die eines der größten Wasserleitungssysteme ist, das Baku mit Trinkwasser versorgt. Auch für den Bau des Seyyid-Krankenhauses im Stadtteil Sabunçu in Baku stellte sie eine große Summe zur Verfügung. In diesem Krankenhaus wurden lange Zeit Patienten auf Aşurbəyovas Kosten behandelt. Das Badehaus, dessen Bau von ihr in Baku finanziert wurde, war für die Armen einmal in der Woche kostenlos. Sie nahm an allen Sitzungen der Bakuer Wohltätigkeitsgesellschaft teil.
Die Tezepir-Moschee wurde zwischen 1905 und 1914 errichtet. Aşurbəyova hatte von der Regierung die Erlaubnis bekommen, eine Moschee auf ihre Kosten zu bauen. Sie hat den ganzen Gewinn aus den Ölquellen, die sie besaß, für den Bau der Moschee ausgegeben. Sie lud Zivər Əhmədbəyov, den ersten aserbaidschanischen Architekten des St. Petersburg Institut für Bauingenieurwesen, ein, die Moschee zu entwerfen. In den folgenden Jahren war Zivər Əhmədbəyov der erste Vorstandsvorsitzende von Baku. Zivər Əhmədbəyov wurde in die östlichen Länder geschickt, um das Design und den Bau von Moscheen auf Kosten von Aşurbəyova zu lernen. Der Bau der Moschee begann am 23. Juli 1905. Aşurbəyova lud Hacı Zeynəlabdin Tağıyev ein, den ersten Grundstein der Moschee zu legen. Als der Bau der Moschee abgeschlossen war, wurde der letzte Stein in der Mitte der großen Kuppel wieder Hacı Zeynəlabdin Tağıyev anvertraut. Der Bau dauerte bis 1914, sodass Aşurbəyova selbst die Fertigstellung der Moschee nicht mehr erlebte. Gegenwärtig befindet sich in dieser Moschee die Verwaltung der kaukasischen Muslime.
Nabat Aşurbəyova starb am 7. Dezember 1912 im Alter von 117 Jahren. Als Zeichen der Dankbarkeit ihr gegenüber begruben die Anwohner sie im Hof der Moschee, auf der rechten Seite der Haupttür. Nach ihrem Tod war ihr Sohn, Hacı Abbasgulu Rzayev, mit dem Bau der Moschee beschäftigt. Auch er wurde nach seinem Tod im Hof der Moschee begraben.
2005 wurde ein Projekt zur Rekonstruktion der Moschee und der umliegenden Gebiete vorbereitet. Am 6. Juli 2009, nach den Rekonstruktions- und Bauarbeiten, wurde eine Eröffnungsfeier mit der Teilnahme des Präsidenten der Republik Aserbaidschan abgehalten. Der Name der Mustafa-Sübhi-Straße im Sabail-Bezirk von Baku wurde in Nabat Aşurbəyova umbenannt.